# Ella Henderson
Gabriella Michelle "Ella" Henderson (født 12. januar 1996) er en sanger fra Grimsby, Lincolnshire. Hun deltog i The X Factor (UK series 9). Til sin første audition sang hun "Missed", som hun selv havde skrevet. Sangen handlede om hendes bedstefars død. Ella var dommernes favorit, men blev stemt ud af seerne i uge 7, efter hun havde været i buttom two med James Arthur. I et interview på Irelands The Saturday Night Show 15. december 2012, afslørede hun, at hun havde fået en pladekontrakt med Sony Music. Den 22. januar 2013, afslørede Ella at hun havde indgået en aftale med Simon Cowell's pladeselskab Syco Music, og forudså et arbejde med Emeli Sande og Paul Epworth på sit debutalbum. Den 23. januar 2013 optrådte hun med Cher's Believe på National Television Awards. Den 28. januar 2013 deltog Ella i Disney's web safety campaign. Det er blevet afsløret, at Ella har arbejdet med en anden verdenskendt sangskriver og producer, Claude Kelly, på hendes kommende debutalbum.